# آدایرویل (کنتاکی)
آدایرویل (به انگلیسی: Adairville) شهری در ایالت کنتاکی کشور ایالات متحده آمریکا است که جمعیت آن در سرشماری سال ۲۰۱۰ میلادی، ۸۵۲ نفر بوده‌ است.